# Comme j'ai mal
Singles de Mylène Farmer
California
(1996) Rêver
(1996)
Comme j'ai mal est une chanson de Mylène Farmer, sortie en single le 6 août 1996 en tant que quatrième extrait de son quatrième album, Anamorphosée.
Sur une musique de Laurent Boutonnat, Mylène Farmer écrit un texte relatant une séparation avant un nouveau départ, mêlant des sentiments de deuil et de renaissance.
Le clip, réalisé par Marcus Nispel, présente une enfant victime de violences qui trouve refuge dans un monde peuplé d'insectes et finit par renaître en effectuant une chrysalide.
La chanson connaît le succès en France, se classant no 1 des diffusions radio durant l'été 1996, mais aussi en Russie et en Europe de l'Est, notamment en Pologne où elle atteint la 3e place des diffusions radio.

## Contexte et écriture
En mai 1996, Mylène Farmer entame sa deuxième tournée, Tour 1996, portée par le succès de son album Anamorphosée.
Enregistré à Los Angeles, celui-ci marque de grands changements pour la chanteuse, qui propose des sons plus rock, des textes moins sombres et une image plus sexy et féminine.

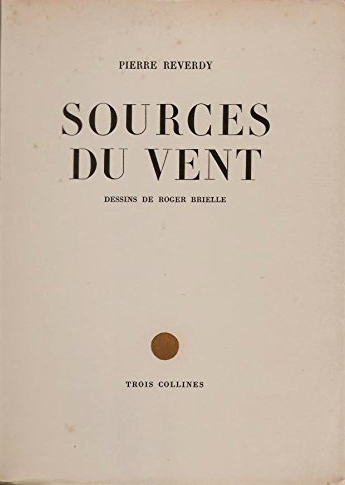
Le recueil Sources du vent de Pierre Reverdy.

Le 15 juin 1996, lors d'un concert à la Halle Tony-Garnier de Lyon, la chanteuse fait une grave chute : alors qu'elle est suspendue sur une plateforme rappelant la locomotive du clip de XXL, un danseur fait malencontreusement basculer la plateforme.
Mylène Farmer chute alors de plusieurs mètres de hauteur et souffrira d'une double fracture ouverte du poignet, ce qui entraînera un report des autres dates de la tournée.

Juste avant ce concert, elle venait de choisir le quatrième extrait d'Anamorphosée : Comme j'ai mal, un titre rythmé pop, après la ballade California et les titres rock XXL et L'instant X.
Sur une musique de Laurent Boutonnat, Mylène Farmer écrit un texte relatant une séparation avant un nouveau départ, mêlant des sentiments de deuil et de renaissance. Elle déclarera : « Je vois dans la notion de rupture, pas une notion négative mais, au contraire, là encore, je parlerais de passage. [...] J’y vois dans ces cas-là quelque chose porté vers le haut, l’esprit qui s’échappe, une fois de plus ».

La phrase « Je te laisse parce que je t'aime » est empruntée au poème Toi ou moi de Pierre Reverdy, issu du recueil Sources du vent.

## Sortie et accueil critique
Le single sort le 6 août 1996, avec sur la pochette une photographie de la chanteuse par André Rau.

### Critiques
- « Un titre moins rock que les précédents [...] On retrouve dans ce texte une noirceur qui nous ramène aux débuts de la star. » (Star Club)[5]
- « Des paroles à la fois mélancoliques et pleines d'espoir. » (Salut!)[6]
- « Mylène Farmer n'est pas qu'une interprète, elle sait aussi nous émouvoir avec ses textes souvent équivoques. » (La Provence)[7]
- « Après des titres comme XXL et California qui offraient un nouveau point de vue sur son univers, Mylène renoue, avec ce titre, avec le genre de ses débuts. »[8]
- « Une fois de plus la voix de Mylène Farmer n'est pas étrangère à la cohérence de la chanson et à son succès : elle interprète ce titre d'un chant lancinant qui convient parfaitement à cette idée de fuite en avant. »[9]

## Vidéo-clip
Le clip est réalisé par Marcus Nispel, qui avait auparavant réalisé ceux de XXL et L'instant X.

Tourné à Los Angeles fin août 1996, le clip, très sombre, met en images une enfant victime de violences familiales qui trouve refuge dans un monde peuplé d'insectes, avant de finir par se transformer elle-même en insecte.
La chrysalide effectuée à la fin du clip fait ainsi écho au texte de la chanson, qui évoque un nouveau départ menant vers une renaissance.

### Synopsis

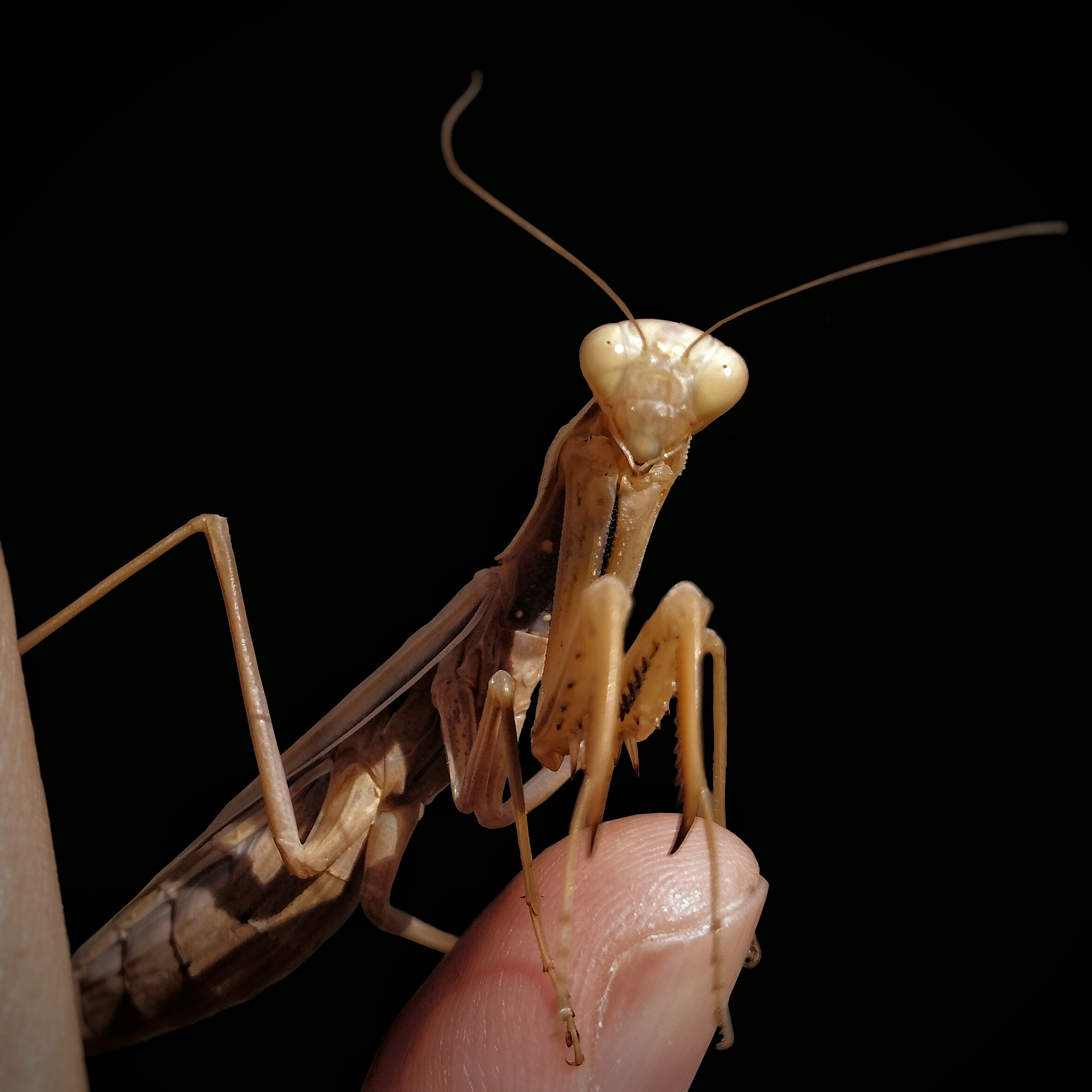
Le clip montre la chanteuse avec une mante religieuse.

Enfermée dans un placard, Mylène Farmer tient une mante religieuse dans sa main et lui chante Comme j'ai mal, comme si elle lui racontait son histoire. Une petite fille s'avance calmement dans une chambre en contre-jour, et sort une boîte qui était cachée sous son lit. Elle ouvre la boîte, remplie d'insectes, et commence à jouer avec eux.
Son père entre dans la chambre et se met à la violenter, avant de saccager la pièce.
Lorsque l'homme enlève sa ceinture, le visage de la mère effrayée apparaît : l'homme quitte subitement la pièce, devant l'enfant qui serre sa poupée contre elle.
La petite fille court alors cacher sa boîte dans un placard avant de s'enfermer dedans, sortant tous les insectes et mangeant du sucre et du miel.
Le père essaie de défoncer la porte du placard mais la petite fille n'en sort pas : un cocon commence à se former autour d'elle. Une chrysalide commence alors, dévoilant peu à peu Mylène Farmer avec d'immenses ailes d'insecte dans le dos.
Le père se met à pleurer, réalisant que sa petite fille est définitivement partie.

### Sortie et accueil
Un extrait du clip, axé sur la scène de la chrysalide, est diffusé en exclusivité dans l'émission Plus vite que la musique le 14 septembre 1996 sur M6.
Deux jours après, la même chaîne diffuse le clip en intégralité.
- « Si les deux précédents clips de Nispel, XXL et L'instant X, nous montrent une Mylène sexy en diable, dans Comme j'ai mal nous retrouvons l'ambiance des vidéos de Laurent Boutonnat. »[8]
- « Un clip plus sombre que ceux des autres singles d'Anamorphosée. »[13]
- « Figurant parmi les images les plus poignantes livrées par la chanteuse depuis ses débuts, la vidéo de Comme j'ai mal est une plongée brutale dans l'enfance battue, brisée, qui chercher à tout prix une porte de sortie vers l'oubli. » [14]
- « Nispel met en images avec finesse cette maltraitance indescriptible, mais surtout la fuite obligée du jeune condamné à la violence. »[9]

## Promotion
Mylène Farmer n'interprète Comme j'ai mal qu'une seule fois à la télévision, le 24 octobre 1996 dans l'émission Tip Top sur TF1.

## Classements hebdomadaires
Dès sa sortie, le titre atteint la 11e place du Top 50, dans lequel il reste classé durant 9 semaines.

No 1 des diffusions radio durant l'été, Comme j'ai mal est la 17e chanson la plus diffusée de l'année 1996 en France, et connaît également un grand succès en Russie et en Europe de l'Est, notamment en Pologne où elle atteint la 3e place des diffusions radio.
En 2018, Comme j'ai mal atteint la 2e place des ventes de singles en France à la suite de la réédition du Maxi 45 tours par Universal.
| Classement (1996)   | Meilleure position |
| ------------------- | ------------------ |
| Belgique - Wallonie | 21                 |
| France (Ventes)     | 11                 |
| France (Radios)     | 5                  |
| France (Radios AM)  | 4                  |
| France (Radios FM)  | 1                  |
| Pologne (Radios)    | 3                  |
| Europe              | 46                 |
| Québec              | 18                 |

| Classement (2018) | Meilleure position |
| ----------------- | ------------------ |
| France (Ventes)   | 2                  |

## Liste des supports
| 1. | Comme j'ai mal               | 3:50 |
| 2. | Comme j'ai mal (Aches Remix) | 3:58 |

| 1. | Comme j'ai mal                     | 3:50 |
| 2. | Comme j'ai mal (Pain Killer Mix)   | 6:20 |
| 3. | Comme j'ai mal (Upside Down Remix) | 6:45 |
| 4. | Comme j'ai mal (Instrumental)      | 3:50 |

| A. | Comme j'ai mal (Upside Down Remix) | 6:45 |
| B. | Comme j'ai mal (Pain Killer Mix)   | 6:20 |

## Crédits
- Paroles : Mylène Farmer
- Musique : Laurent Boutonnat
- Programmation : Fred Attal
- Mixage : Bertrand Châtenet
- Guitares : Jeff Dahlgren
- Basses : Abraham Laboriel
- Batteries : Denny Fongheiser
- Claviers : Laurent Boutonnat
- Chœurs : Kate Markowitz[26]
- Remixes : Laurent Boutonnat et Bertrand Châtenet[27]

## Interprétations en concert
Mylène Farmer interprète Comme j'ai mal pour la première fois en concert lors de son Tour 1996.
Absent des trois spectacles suivants, le titre est de nouveau interprété sur scène lors de la tournée Timeless 2013.

## Albums et vidéos incluant le titre

### Albums de Mylène Farmer
| Année | Album         | Version                                     | Durée     | Certifications de l'album   |
| 1995  | Anamorphosée, | Version Album Instrumental (réédition 2022) | 3:50      | Diamant · Platine · Platine |
| 1997  | Live à Bercy  | Live 1996                                   | 4:35      | 3 × Platine · Or · Or       |
| 2001  | Les mots      | Version Album                               | 3:50      | Diamant · 2 × Platine · Or  |
| 2013  | Timeless 2013 | Live 2013                                   | 3:52      | Platine · Or                |
| 2020  | Histoires de  | Live 2013                                   | 3:49      | Platine                     |
| 2021  | Plus grandir  | Version Album Vidéo-clip                    | 3:50 4:00 | Platine                     |
| 2025  | 86-97         | Version Album                               | 3:54      |                             |

### Vidéos de Mylène Farmer
| Année | Vidéo                       | Version    | Durée | Certifications de la vidéo    |
| 1997  | Music Videos II (VHS)       | Vidéo-clip | 4:00  | -                             |
| 1997  | Live à Bercy                | Live 1996  | 4:18  | Diamant (VHS) · Diamant (DVD) |
| 2001  | Music Videos II & III (DVD) | Vidéo-clip | 4:00  | Diamant                       |
| 2014  | Timeless 2013               | Live 2013  | 3:52  | Diamant                       |